# Automobiles Boitel

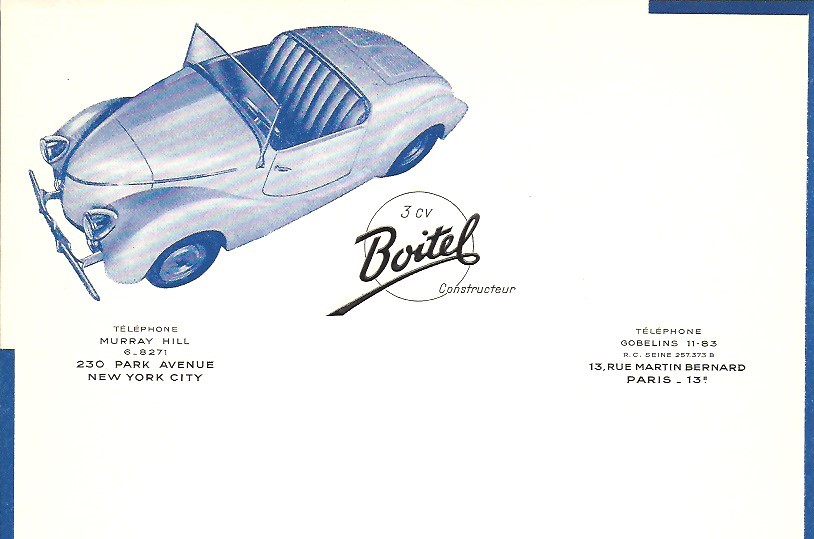
Anzeige

Automobiles Boitel war ein französischer Hersteller von Automobilen.

## Unternehmensgeschichte
Das Unternehmen aus Paris begann 1938 mit der Produktion von Automobilen. Der Markenname lautete Boitel. 1949 endete die Produktion.

## Fahrzeuge
Ab 1938 entstand ein Kleinwagen mit Frontantrieb nach einer Lizenz von DKW. Der Zweizylinder-Zweitaktmotor verfügte über 400 cm³ oder 589 cm³ Hubraum. Viele Teile wurden aus Deutschland importiert.
Im Oktober 1946 stand ein überarbeitetes Modell auf dem Automobilsalon von Paris. Der Motor war nun im Heck montiert. 1948 folgte ein Modell mit einem Einbaumotor von DKW mit 589 cm³ Hubraum und 18 PS. Das letzte Modell war der 3 CV von 1949 mit 688 cm³ Hubraum und 20 PS. Die offene Karosserie bot zwei Personen nebeneinander Platz. Die Länge des Fahrzeugs betrug 3,15 Meter, das Gewicht 350 kg.